# Maracaynatum trinidadense
Maracaynatum trinidadense is een hooiwagen uit de familie Samoidae.